# Malcolm Ahnström
Malcolm Ahnström, född 28 mars 1795 i Gränna landsförsamling, död 22 januari 1854 i Västra Husby församling, var en svensk militär.

## Biografi
Malcolm Ahnström var son till kapten Georg Gustaf Ahnström och Charlotta Catharina Hedvall. Han blev officer 1812, kapten vid Andra livgrenadjärregementet 1827, major 1844, överstelöjtnant 1850, var 1850–1852 tillförordnad och 1852–1854 ordinarie chef för Första livgrenadjärregementet.